# Psychotria longicuspis
Psychotria longicuspis är en måreväxtart som beskrevs av Johannes Müller Argoviensis. Psychotria longicuspis ingår i släktet Psychotria och familjen måreväxter. Inga underarter finns listade i Catalogue of Life.